# Jorge Allen
Jorge G. Allen (Vicente López, 12 luglio 1956) è un ex rugbista a 15 argentino, che fece parte della Nazionale dei Pumas durante la Coppa del Mondo di rugby 1987.

## Biografia
Proveniente dal CASI (Club Atlético San Isidro, provincia di Buenos Aires), Allen fu il primo giocatore del suo Paese a militare nel campionato sudafricano: nel 1982, infatti, fu ingaggiato per due stagioni di Currie Cup dai Natal Sharks.
All'epoca aveva già esordito in Nazionale, contro il Canada a Buenos Aires (1981), sebbene il suo esordio assoluto risalisse al 1980 con la selezione del Sudamérica XV, formazione che disputò in quell'anno quattro test match contro il Sudafrica.
Fece parte della selezione che vinse il Sudamericano 1985 (unico test match, contro l'Uruguay); due anni più tardi fu selezionato per prendere parte alla Coppa del Mondo di rugby 1987 in Australia e Nuova Zelanda, nel corso della quale disputò tutti i tre incontri di prima fase (Figi, Nuova Zelanda e Italia).
Vinse anche il Sudamericano 1987 e 1989; in tale anno disputò il suo ultimo incontro internazionale, contro gli Stati Uniti.
Dopo l'esperienza sudafricana, Allen militò anche in Italia nell'Aquila Rugby prima di tornare in Argentina al San Isidro e terminarvi la carriera.

## Palmarès
- Campionati sudamericani: 3
Argentina: 1985, 1987, 1989